# Bernard VIII. od Commingesa
Bernard VIII. od Commingesa (umro poslije 28. kolovoza 1336.) bio je francuski plemić te grof Commingesa u srednjem vijeku.
Bio je sin grofa Bernarda VII. od Commingesa i njegove supruge, grofice Laure od Montfort-l'Amauryja, kćeri lorda Filipa i njegove supruge Ivane.
Prvo je oženio plemkinju zvanu Marqua, koja je znana i kao Pucelle od Armagnaca i Fezensaca. Par je bio bez djece.
Njegova druga supruga je bila Margareta od Turennea, koju je oženio 11. lipnja 1304./1306., a s kojom nije imao djece. Brakom je postao vikont Turennea.
1312. je postao grof Commingesa.
Još se oženio Martom od l'Isle-Jourdaina. Ovo su njihova djeca:
- Cecilija, de facto vladarica Urgella te majka grofa Petra II. od Urgella[2]
- Margareta (pokopana u samostanu Sainte-Cécile)
- Ivana (umrla u travnju 1398.), supruga svog bratića, plemića Petra Rajmonda II.
- Eleonora od Commingesa (umrla 1397.), žena Vilima III. Rogerija od Beauforta, kojem je Cecilija prodala Turenne
- Beatris
- Ivan